# Parc national de Kasungu
Le parc national de Kasungu  (Kasungu National Park) est un parc national situé au Malawi. Il est à l'ouest de Kasungu, à environ 165 kilomètres de Lilongwe et il s'étend le long de la frontière avec la Zambie, dans la région Centre.
Créé en 1970, c'est le deuxième plus grand parc du Malawi avec 2 316 km2, après le parc national de Nyika (3 200 km2). Son altitude moyenne est de 1 000 mètres.
Le parc est le plus souvent fermé en mars, durant la saison des pluies. Il y fait très chaud de septembre à mai, et un peu plus frais entre juin et août. Durant les mois d'été de grandes quantités et variétés d'oiseau migrent via le parc et l'observation d'oiseaux se pratique communément entre juin et septembre.

## Flore et faune
La végétation est essentiellement celle de la savane à miombo — qui correspond à l'écorégion du miombo zambézien central —, parcourue de canaux herbeux humides formant ce qu'on appelle localement des dambos. Plusieurs cours d'eau parcourent le parc, notamment la Dwangwa et la Lingadzi ainsi que l'affluent de cette dernière, la Lifupa, qui constituent une zone d'observation des hippopotames. Le parc est réputé pour ses éléphants, cependant menacés par le braconnage. On trouve aussi des populations d'hippotragues noirs, d'antilopes rouannes, de koudous, d'impalas, de bubales roux, de zèbres des plaines et de buffles d'Afrique. Les prédateurs du parc comprennent les hyènes, les lycaons et les servals. Le guépard d'Afrique australe était considéré comme éteint à la fin des années 1970.
Depuis 2005, le parc est une zone de conservation pour le lion du Cap.